# Szczęście (singel Kasi Cerekwickiej)
„Szczęście” – trzeci singel polskiej piosenkarki Kasi Cerekwickiej, promujący jej piąty album studyjny, zatytułowany Między słowami. Utwór został napisany i skomponowany przez samą wokalistkę (tekst i muzyka) we współpracy z Piotrem Siejką (muzyka). Singel swoją premierę miał 28 grudnia 2015 roku.
Utwór znalazł się na 16. miejscu listy AirPlay, najczęściej odtwarzanych utworów w polskich rozgłośniach radiowych.

## Notowania
Pozycje na listach airplay
| Kraj   | Lista (2015–16)   | Najwyższa pozycja |
| ------ | ----------------- | ----------------- |
| Polska | AirPlay – Top     | 16                |
| Polska | AirPlay – Nowości | 3                 |

Pozycje na radiowych listach przebojów
| Kraj   | Lista (2016)                                         | Najwyższa pozycja |
| ------ | ---------------------------------------------------- | ----------------- |
| Polska | Radio Koszalin (Złota Trzydziestka)                  | 1                 |
| Polska | RMF FM (POPLista)                                    | 3                 |
| Polska | Polskie Radio Rzeszów (Lista przebojów)              | 4                 |
| Polska | Radio Zet (Lista przebojów)                          | 12                |
| Polska | Radio PiK (Lista Przebojów Polskiego Radia PiK)      | 22                |
| Polska | Polskie Radio Szczecin (Szczecińska Lista Przebojów) | 41                |